# Circondario di Burgdorf
Il circondario di Burgdorf (in tedesco Landkreis Burgdorf) è stato un circondario (Landkreis) della Bassa Sassonia, in Germania.

## Storia
Fu istituito il 1º aprile 1885 nell'ambito della provincia di Hannover del regno di Prussia.
Nel 1974 confinava con i circondari Celle, Peine, Hildesheim-Marienburg, Hannover, Neustadt am Rübenberge e Fallingbostel. Capoluogo e centro maggiore era la città di Burgdorf.
Fu soppresso il 28 febbraio 1974; al momento della soppressione, contava 70 comuni. A eccezione di alcune zone minori che passarono alla città di Hannover o al circondario di Peine, il distretto fu unito al circondario di Hannover.

## Comuni già appartenenti al circondario
- Abbeile
- Abbensen
- Ahlten
- Ahrbeck
- Aligse
- Altmerdingsen
- Altwarmbüchen
- Ambostel
- Anderten
- Arpke
- Beinhorn
- Bennemühlen
- Benrode
- Berkhof
- Bilm
- Bissendorf
- Brelingen
- Burgdorf
- Dachtmissen
- Dahrenhorst
- Dolgen
- Dollbergen
- Duden-Rodenbostel
- Elze
- Engensen
- Evern
- Farster Bauerschaft
- Fuhrberg
- Gailhof
- Gretenberg
- Groß Horst
- Großburgwedel
- Haimar
- Hänigsen
- Harber
- Heeßel
- Hellendorf
- Hohenhorster Bauerschaft
- Höver
- Hülptingsen
- Ilten
- Immensen
- Katensen
- Kircher Bauerschaft
- Kirchhorst
- Klein Lobke
- Kleinburgwedel
- Kolshorn
- Krätze
- Landwehr
- Lehrte
- Meitze
- Mellendorf
- Negenborn
- Neuwarmbüchen
- Niedernhägener Bauerschaft
- Obershagen
- Oegenbostel
- Oelerse
- Oldhorst
- Otze
- Plumhof
- Ramlingen-Ehlershausen
- Resse
- Rethmar
- Röddensen
- Röddenserbusch
- Röhrse
- Scherenbostel
- Schillerslage
- Schwüblingsen
- Sehnde
- Sievershausen
- Sorgensen
- Sprockhof
- Steinwedel
- Stelle
- Thönse
- Uetze
- Wackerwinkel
- Weferlingsen
- Wennebostel
- Wettmar